# Sosnowy Bór (Rosja)

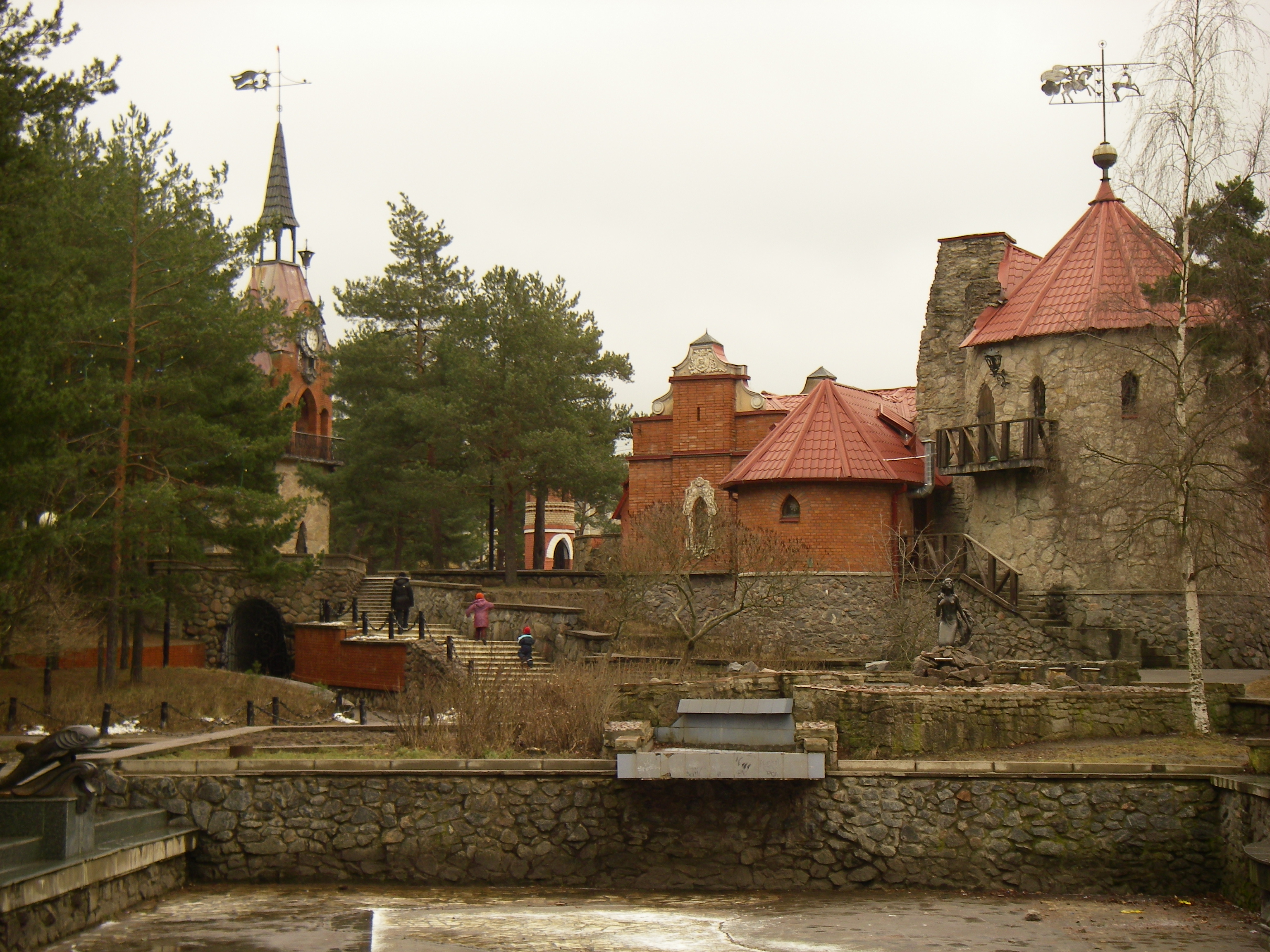
Andersengrad – park zabaw dla dzieci w Sosnowym Borze

Sosnowy Bór (ros. Сосновый Бор) – miasto w Rosji, w obwodzie leningradzkim, około 80 km na zachód od Petersburga. Leży nad Zatoką Koporską (część Zatoki Fińskiej). Miasto otoczone jest rejonem łomonosowskim, choć nie jest jego częścią. Populacja wynosi 67 tys. osób (2020).
W Sosnowym Borze znajduje się Leningradzka Elektrownia Jądrowa z reaktorami typu RBMK-1000 (czarnobylskiego), o mocy 4000 MW,  Centrum Szkoleniowe WCN-S MW "Akademia Marynarki Wojennej" oraz stacja kolejowa Kaliszcze, położona na linii Petersburg - Wiejmarn. Ze względu na ośrodki o znaczeniu strategicznym, wstęp do miasta wymaga specjalnego zezwolenia. W mieście rozwinął się przemysł maszynowy oraz rybny.